# Краснооктябърски (Марий Ел)
Краснооктябърски (на руски: Краснооктябрьский) е селище от градски тип в Русия, разположено в Медведевски район, автономна република Марий Ел. Населението му към 1 януари 2018 година е 4361 души.